# Diáspora grega

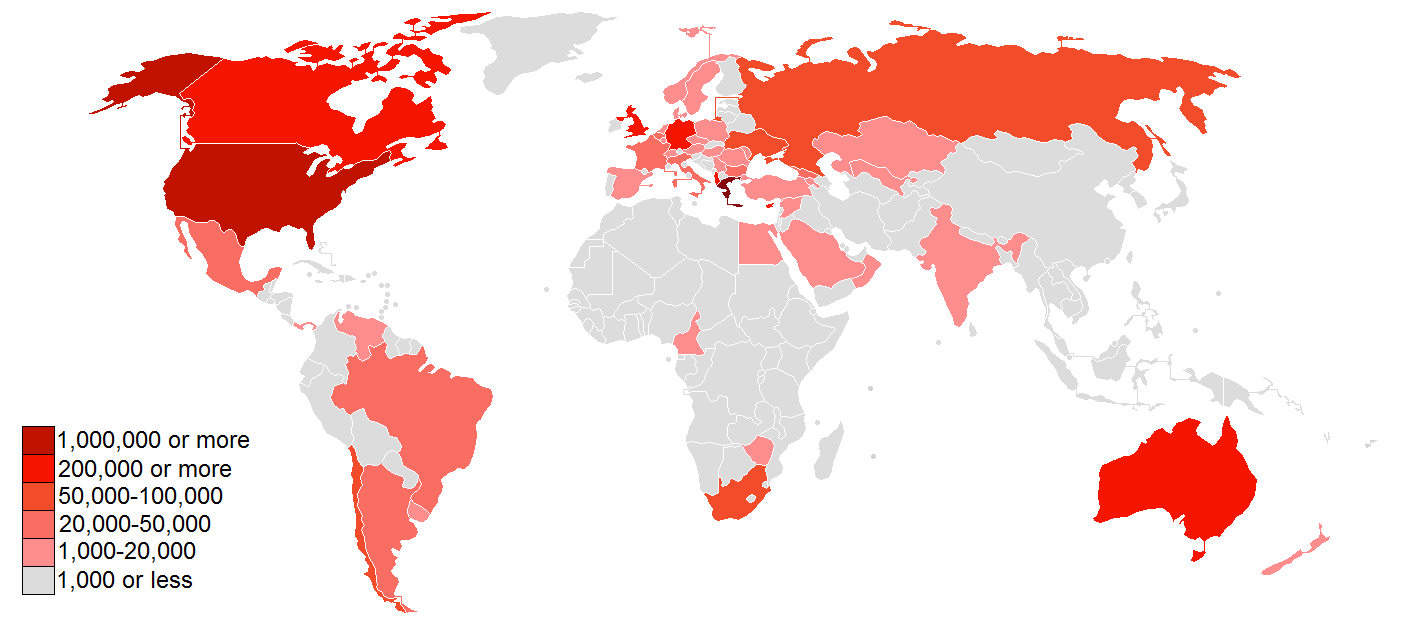
Os 50 países com as maiores comunidades gregas.

Diáspora grega é o termo usado para definir a dispersão dos gregos fora de sua tradicional terra natal (sobretudo a Grécia, mas também Chipre e partes de alguns outros países como Turquia, Albânia e Macedónia). O principal país de imigração grega é o Estados Unidos, com mais de um milhão de imigrantes gregos e descendentes. Outras nações com considerável contingente de imigrantes gregos: Chipre, Austrália, Alemanha, Chile, Canadá, África do Sul, Rússia, Ucrânia, Albânia, França, Brasil etc.
Chile é o país de língua espanhola, que tem a maior comunidade grega, entre 90.000 e 120.000 mil descendentes.
No Brasil, estima-se que vivam entre 25.000 e 30.000 mil gregos e descendentes.